# John Scott Harrison

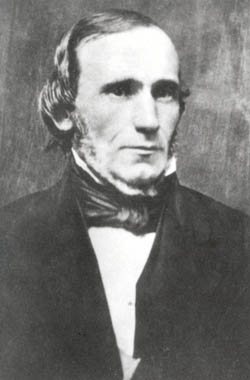
John Scott Harrison

John Scott Harrison (* 4. Oktober 1804 in Vincennes, Indiana-Territorium; † 25. Mai 1878 in North Bend, Ohio) war ein US-amerikanischer Politiker der United States Whig Party. Vom 4. März 1853 bis zum 3. März 1857 war er Mitglied des Repräsentantenhauses der Vereinigten Staaten für den 2. Kongressdistrikt des Bundesstaates Ohio. Er war der bisher einzige Mann, dessen Vater und dessen Sohn Präsident der Vereinigten Staaten waren.

## Leben
John Scott Harrison war Sohn des späteren US-Präsidenten William Henry Harrison und dessen Ehefrau Anna Harrison. In Vincennes ging er auch zur Schule und studierte anschließend Medizin. Später wurde er Farmer.
1824 heiratete er Lucretia Knapp Johnson. Mit ihr hatte er drei Kinder. 1831 heiratete er in Cincinnati seine zweite Ehefrau Elizabeth Ramsey Irwin. Gemeinsam hatten beide zehn Kinder, darunter den späteren US-Präsidenten Benjamin Harrison. Nachdem sein Vater 1841 gestorben war, zog seine Mutter zu ihm und half ihrer Schwiegertochter bei der Kindererziehung.
1852 wurde Harrison als Kandidat der United States Whig Party als Vertreter des 2. Kongressdistrikts von Ohio ins US-Repräsentantenhaus gewählt. Ab 1855 war er als Mitglied der Opposition Party weiterhin Mitglied im Repräsentantenhaus. 1857 schied er aus dem House aus. Folgend zog Harrison nach North Bend, um dort auf der Point Farm zu leben. Dort starb er 1878 und wurde im Grab seines Vaters beigesetzt.